# فهرست قطعات دکل حفاری نفت
در این مقاله فهرست قطعات دکل حفاری نفت خام آورده شده‌است.
در حفاری دریایی (سکوی نفت) نیز قطعات مشابه دکل‌های حفاری هستند، با این تفاوت که برای سامانه‌های حفاری در محیط دریایی تغییر یافته‌اند.
تجهیزات مرتبط با دکل حفاری تا حدودی به نوع دکل حفاری بستگی دارند، اما عموماً شامل برخی از موارد زیر هستند.

## فهرست قطعات و تجهیزات
1. mud tank - مخزن گِل
2. shale shakers - الک‌های لرزان
3. suction line - خط مکش
4. mud pump - پمپ گِل

شکل سادهٔ دکل حفاری و عملیات آن

5. motor or power source - موتور یا منبع نیرو
6. vibrating hose - شلنگ لرزان
7. draw-works - دستگاه کِشنده
8. standpipe - استند پایپ
9. kelly hose - شلنگ کلی
10. goose-neck - زانوییِ استند پایپ
11. traveling block - قرقره متحرک
12. drill line - کابل حفاری
13. crown block -  قرقره تاج
14. derrick - بدنه دکل
15. racking board - رَکینگ بُرد؛ اصطلاحاً به آن «مانکی بُرد» (monkey board) هم می‌گویند.
16. stand - استند
17. setback - سِت‌بَک
18. swivel - هرزگرد (سیستم تاپ درایو هرزگرد ندارد.)
19. kelly - کِلی (سیستم تاپ درایو کلی ندارد.)
20. rotary table - میز دوّار
21. drill floor - کف حفاری
22. bell nipple
23. annular blowout preventer (BOP) - فوران‌گیر حلقوی)
24. BOP stack (pipe ram, blind ram, shear ram) - مجموعه فوران‌گیرها (شامل فوران گیر لوله‌ای (دور لوله را میگیرد)، فوران گیر کوبه‌ای (تمام چاه را می‌بندد و هرچه درون آن باشد مچاله می‌شود)، فوران گیر برشی (تمام چاه را می‌بندد و هر چه درون آن باشد بریده می‌شود)
25. drill string - رشتهٔ حفاری
26. drill bit - متهٔ حفاری
27. casing head or wellhead - دریچهٔ چاه (دریچهٔ لوله جداری)
28. flow line - خط جریان